# Cleora aculeata
Cleora aculeata là một loài bướm đêm trong họ Geometridae.